# Station Komorów
Station Komorów is een spoorwegstation in de Poolse plaats Komorów.